# Opisthodon spenceri
Opisthodon spenceri és una espècie de granota que viu a l'Austràlia occidental i central.